# Álvaro Marín
Álvaro Marín Sesma (Cintruénigo, 1 mei 2003) is een Spaans voetballer die door SD Amorebieta van Athletic Club wordt gehuurd.

## Carrière
Álvaro Marín speelde in de jeugd van CA Cirbonero. Hier debuteerde hij in 2020 in het eerste elftal, wat in de Tercera División RFEF uitkwam. In 2021 maakte hij de overstap naar de jeugdopleiding van Athletic Club. Hier speelde hij ook in het tweede reserve-elftal, CD Baskonia, wat ook in de Tercera División uitkwam. In 2023 maakte hij de overstap naar het eerste reserve-elftal, Bilbao Athletic, maar werd gelijk verhuurd aan Helmond Sport. In het begin van het seizoen 2023/24 kwam hij weinig in actie door een enkelblessure en aanpassingsproblemen. Hij wist wel te scoren in zijn debuutwedstrijd, die met 2-1 verloren ging tegen De Graafschap. Hij kwam in de 60e minuut in het veld voor Enrik Ostrc en scoorde in de 90e minuut de 2-1. In de tweede seizoenshelft werd hij een vaste waarde bij Helmond Sport. Hij speelde in totaal 25 wedstrijden, waarin hij vijfmaal scoorde, waaronder twee keer in de met 3-1 gewonnen thuiswedstrijd tegen De Graafschap. In het seizoen 2024/25 wordt hij verhuurd aan SD Amorebieta.

### Statistieken
| Seizoen                       | Club            | Land           | Competitie     | Competitie | Competitie | Beker | Beker | Overig | Overig | Totaal | Totaal |
| Seizoen                       | Club            | Land           | Competitie     | Wed.       | Dlp.       | Wed.  | Dlp.  | Wed.   | Dlp.   | Wed.   | Dlp.   |
| ----------------------------- | --------------- | -------------- | -------------- | ---------- | ---------- | ----- | ----- | ------ | ------ | ------ | ------ |
| 2020/21                       | CA Cirbonero    | Spanje         | Tercera RFEF   | 10         | 5          | –     | –     | 1      | 0      | 11     | 5      |
| 2021/22                       | CD Baskonia     | Spanje         | Tercera RFEF   | 19         | 7          | –     | –     | 1      | 0      | 20     | 7      |
| 2022/23                       | CD Baskonia     | Spanje         | Tercera Fed.   | 29         | 6          | –     | –     | 2      | 0      | 31     | 6      |
| 2023/24                       | Bilbao Athletic | Spanje         | Primera Fed.   | –          | –          | –     | –     | –      | –      | 0      | 0      |
| 2023/24                       | → Helmond Sport | Nederland      | Eerste divisie | 25         | 5          | 0     | 0     | –      | –      | 25     | 5      |
| 2024/25                       | → SD Amorebieta | Spanje         | Primera Fed.   | 20         | 3          | 1     | 0     | –      | –      | 21     | 3      |
| Carrièretotaal                | Carrièretotaal  | Carrièretotaal | Carrièretotaal | 103        | 26         | 1     | 0     | 4      | 0      | 108    | 26     |
| Bijgewerkt op 27 januari 2025 |                 |                |                |            |            |       |       |        |        |        |        |